# Golden Horseshoe
Il Golden Horseshoe è una regione del Canada, situata nella parte meridionale dell'Ontario.

## Geografia
La regione si trova all'estremità occidentale del lago Ontario, con i suoi confini che sono rappresentati dal lago Erie a sud e dalla baia Georgiana a nord. La zona comprende, tra l'altro, la Grande Toronto, le città di Hamilton e Barrie, la Municipalità Regionale di Waterloo e la Municipalità Regionale di Niagara. Essa inoltre costituisce una parte del Corridoio Québec-Windsor e del ChiPitts.

## Demografia

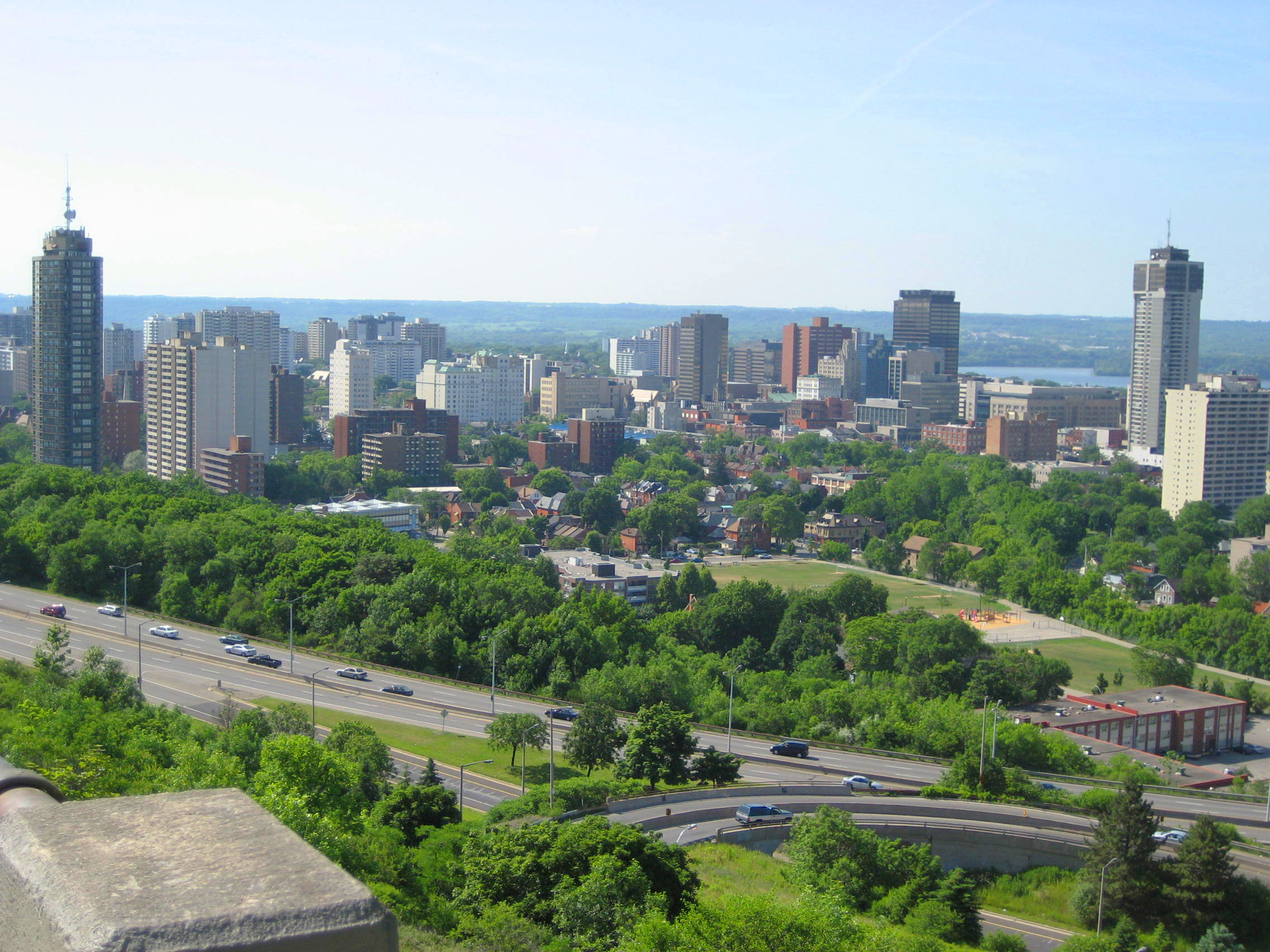
La città di Hamilton, che si trova al centro della regione

La regione è la più densamente popolata e la più industrializzata del Canada. Con una popolazione di 9,24 milioni di persone al 2016, il Golden Horseshoe contiene circa il 21% degli abitanti di tutto il Paese e il 55% degli abitanti dell'Ontario. Essa inoltre è una delle regioni a maggior concentrazione di abitanti di tutto il Nord America.
L'area totale della regione supera di poco i 31.561 km2.